# Adenomera
Adenomera és un gènere de granotes de la família Leptodactylidae que es troba a l'est de la serralada dels Andes a Sud-amèrica.

## Taxonomia
- Adenomera andreae
- Adenomera araucaria
- Adenomera bokermanni
- Adenomera diptyx
- Adenomera heyeri
- Adenomera hylaedactyla
- Adenomera lutzi
- Adenomera marmorata
- Adenomera martinezi